# Людвіг Вільгельм Крамер

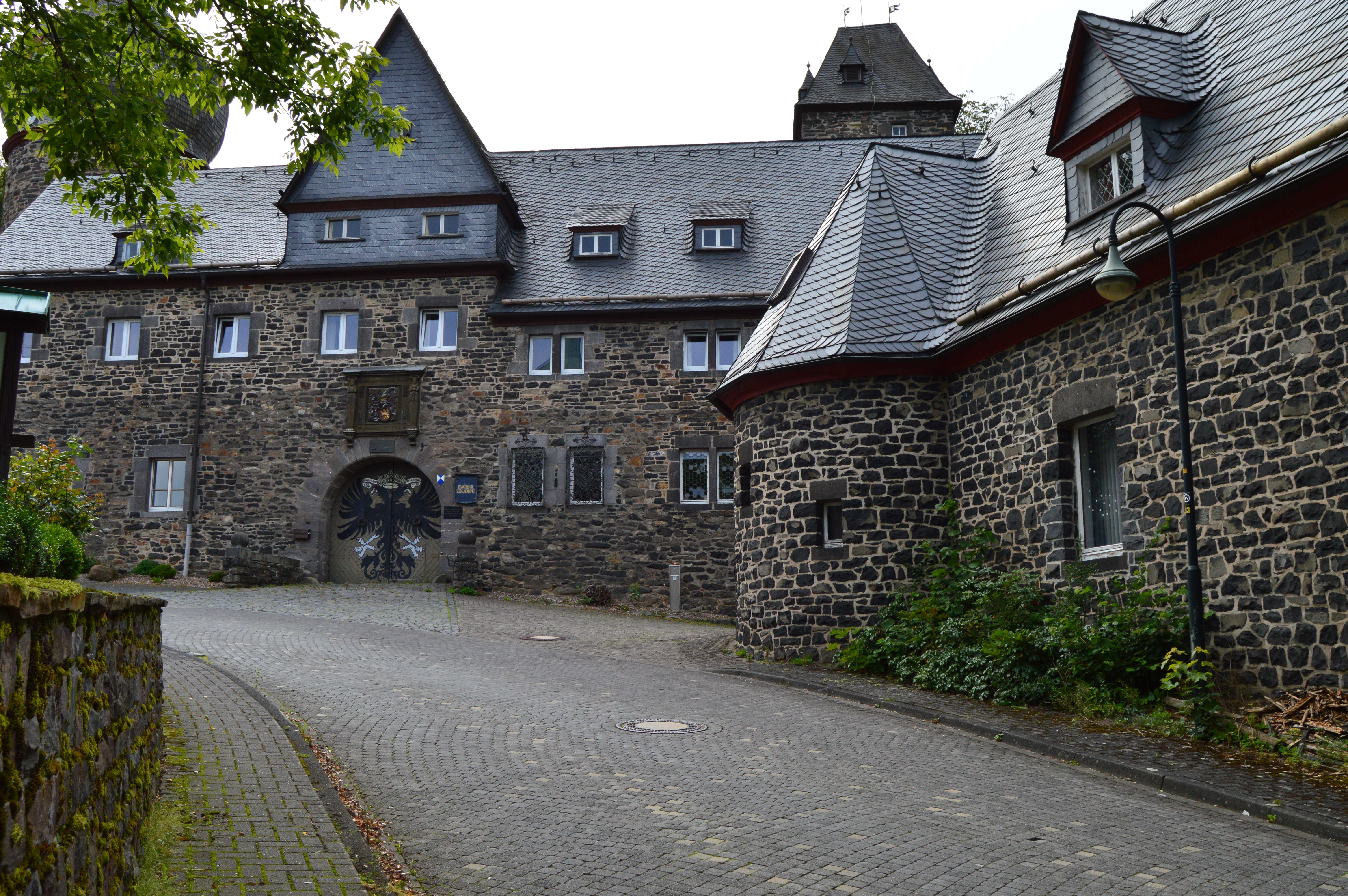
Замок Friedewald

Крістоф Людвіг Вільгельм Крамер (9 жовтня 1755, Фрідевальд — 28 травня 1832, Вецлар) — німецький гірничий чиновник і колекціонер мінералів.

## Життєпис
Людвіг Вільгельм Крамер народився як син офіційного актуарія Крістофа Фрідріха Вільгельма Крамера (1722—1762) та його дружини Естер Софі, уродженої Біллінг (1729—1792), у замку Фрідевальд. Спочатку він відвідував латинську школу в Альтенкірхені, з 1770 по 1772 — гімназію у Вайльбурзі, а потім вивчав право та природничі науки з 1772 по 1775 роки в Університеті Фрідріхса в Галле та Саксонській гірничій академії у Фрайберзі.
Після навчання він спочатку став юристом у Фрідевальді та адміністратором Альтенкірхенського гірничого управління, а потім королівського прусського Берграта в графстві Зайн-Альтенкірхен.
У 1803 році він переїхав до Вісбадена, де до 1815 року очолював усі плавильні заводи у Нассау як оберберграт герцогства Нассау. Людвіг Вільгельм Крамер працював з 1816 року до свого виходу на пенсію в 1821 році як суддя в Ділленбурзі. З перервою з 1828 по 1831, де він жив у Марбурзі, він жив у Вецларі з 1822 до своєї смерті.
Людвіг Вільгельм Крамер був добре знайомий з Йоганном Вольфгангом фон Гете, для якого за пропозицією пастора Генріха Адольфа Ахенбаха (1765—1819) і шахтаря Йоганна Даніеля Енгельса (1761—1828) працював Йоганн Георг Ленц. 
Під час перебування Гете у Вісбадені він зустрічався з ним для інтенсивних геологічних і мінералогічних дискусій у його квартирі на Унтерер Марктштрассе, неподалік від готелю Гете на Ланггассе. Гете дуже високо цінував свою колекцію мінералів. У 1815 році він супроводжував поета в його мінералогічній подорожі в регіоні Лан.
У 1798 р. він став почесним членом, а в 1804 р. — зовнішнім асесором Великого князівського товариства з усієї мінералогії в Єні, у 1799 р. — почесним членом Товариства друзів природничих досліджень у Берліні та Товариства друзів природничих досліджень у м. Вестфалія, заснованого Крістіаном Фрідріхом Мейєром, у 1809 році був членом Товариства Веттерау для всієї природної історії в Ханау, 1817 року членом Товариства сприяння всім природничим наукам у Марбурзі та Товариства сприяння корисним мистецтвам та їх допоміжним наук у Франкфурті, 1819 член Товариства природничих наук і медицини Нижнього Рейну в Бонні і 1820 член Товариства природничих досліджень Зенкенберга.

## Інтернет-ресурси
- Kalliope-Verbund: Cramer, Ludwig Wilhelm [Архівовано 23 січня 2022 у Wayback Machine.]
- Людвіг Вільгельм Крамер: твори у бібліотеці (WorldCat каталог)